# Diplopoda
Los diplópodos (Diplopoda, del griego διπλόος diplóos, 'doble' y ποδός podos, 'pie'), son una clase de miriápodos que se caracterizan por tener dos pares de patas articuladas en la mayoría de sus segmentos corporales dobles, o diplosegmentos. 
Se les conoce comúnmente como milpiés, aunque por lo general tienen entre 34 y 400 patas. Generalmente tienen cuerpos cilíndricos muy largos con más de 20 segmentos, aunque los oniscomorfos son más cortos y pueden enroscarse formando una bola. Existen unas 12 000 especies, clasificadas en 16 órdenes y alrededor de 140 familias, lo que convierten a los diplópodos en la mayor clase de miriápodos, un grupo de artrópodos que también incluye a los quilópodos (ciempiés y escolopendras) y otras criaturas con numerosas patas. Se calcula que quedan 80.000 especies por describir.
La mayoría de los milpiés son detritívoros de movimiento lento que se alimentan de hojas en descomposición y otra materia vegetal muerta. Algunos comen hongos o chupan fluidos vegetales y una pequeña minoría son depredadores. Generalmente son inofensivos para los seres humanos, aunque algunos pueden convertirse en plagas domésticas o de jardín, especialmente en invernaderos, donde pueden causar daños importantes a las plántulas. La mayoría se defienden segregando diversas sustancias químicas por unos poros a lo largo del cuerpo, aunque los minúsculos polixénidos están cubiertos de manojos de pelos que se desprenden fácilmente enredándose en los miembros y la boca de sus depredadores. La reproducción en la mayoría de las especies se lleva a cabo por unos apéndices modificados denominados gonópodos, con el que los machos transfieren los paquetes de esperma a las hembras.
Su aparición se remonta al período Silúrico, por lo que son unos de los primeros animales terrestres que se conocen. Aunque algunos miembros de grupos prehistóricos llegaron a alcanzar más de dos metros de longitud, las especies modernas de mayor tamaño alcanzan longitudes máximas de entre los 27 y los 38 cm que mide el milpiés de mayor tamaño, Archispirostreptus gigas. Entre los miriápodos, los milpiés han sido tradicionalmente considerados más estrechamente relacionados con los diminutos paurópodos, aunque algunos estudios moleculares cuestionan esta relación. 
Se distinguen de los ciempiés (clase Chilopoda), unos miriápodos algo parecidos pero solo distantemente relacionados, en que estos se mueven rápidamente, son carnívoros y solo tienen un par de patas en cada segmento corporal.

## Características

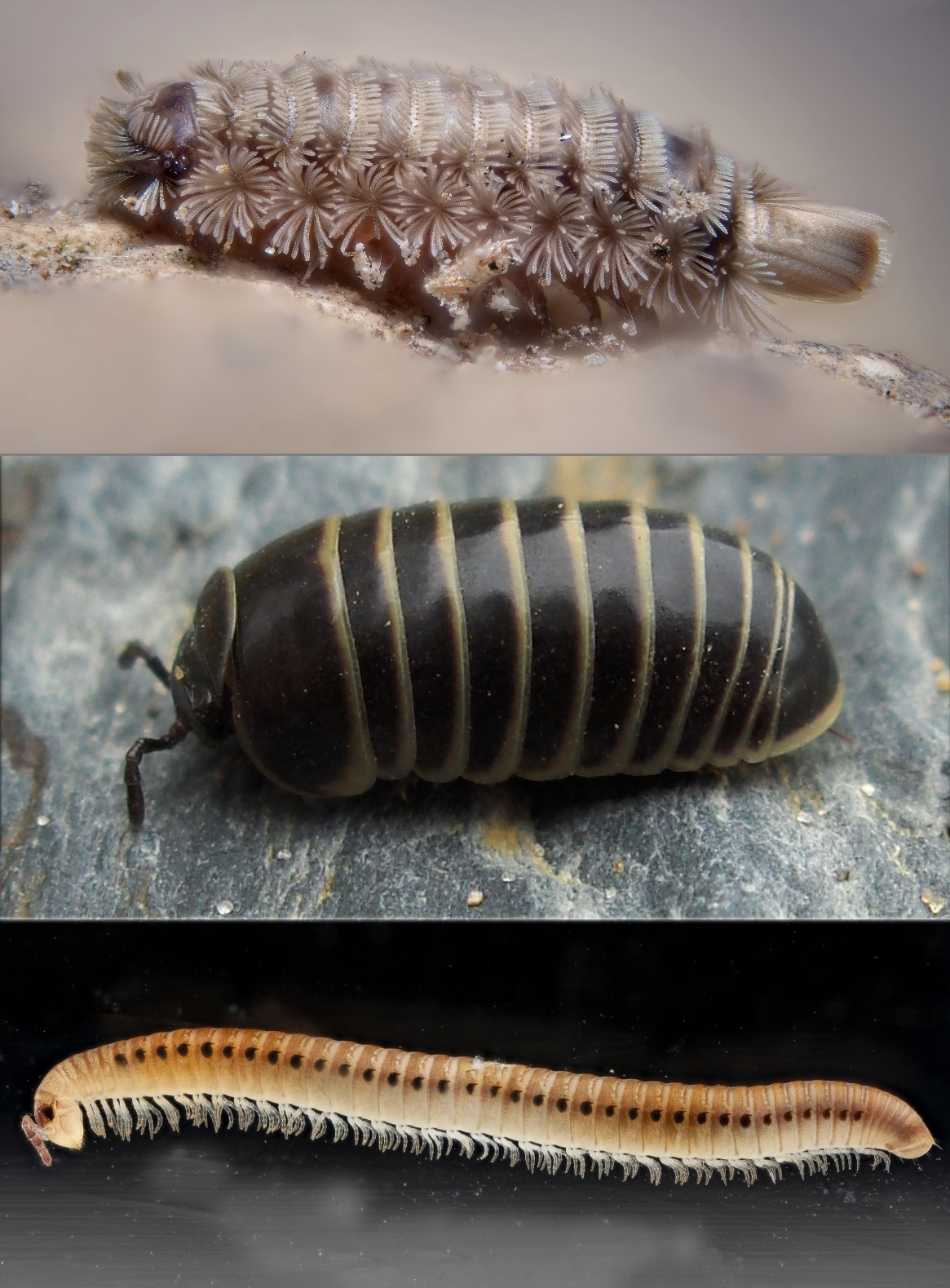
Tipos de cuerpo típicos de Penicillata (arriba), Pentazonia (medio) y Helminthomorpha (abajo).

Entre los diplópodos se dan una gran variedad de formas y tamaños, que van desde los 2 mm hasta unos 35 cm de longitud, y pueden tener desde tan solo once hasta más de trescientos segmentos. Son generalmente de color negro o marrón, aunque hay algunas especies de colores brillantes y algunas tienen coloración aposemática para advertir que son tóxicas. Las especies del género Motyxia producen cianuro como defensa química y son bioluminiscentes.
Los tipos de cuerpo varían mucho entre los grupos principales. En la subclase basal Penicillata, compuesto por los minúsculos milpiés del orden Polyxenida, el exoesqueleto es blando y no calcificado y está cubierto de prominentes setas o pelos. Todos los demás, esto es, los pertenecientes a la subclase Chilognatha, tienen un exoesqueleto endurecido. Los chilognatos se dividen a su vez en dos infraclases: Pentazonia, que contiene grupos de cuerpo relativamente corto como los del superorden Oniscomorpha, y Helminthomorpha (milpiés tipo «gusano») que contiene la gran mayoría de especies, con cuerpos largos y multitud de segmentos.

### Cabeza
El cuerpo de los diplópodos está constituido por dos regiones o tagmas: cabeza y tronco. La cabeza suele ser redondeada por la parte superior y aplanada por la inferior y está provista de dos pares de piezas bucales (dignatos), las mandíbulas y el gnatoquilario (gnathochilarium). Cuenta con un único par de antenas con siete u ocho segmentos y un grupo de conos sensoriales en la punta. Muchos órdenes también poseen un par de órganos sensoriales conocidos como órganos de Tömösvary, formados como pequeños anillos ovales posteriores y laterales en la base de las antenas; su función es desconocida, aunque también se da en algunos ciempiés y posiblemente se utilizan para medir niveles de humedad o luz en el ambiente circundante.
Los ojos consisten en varios ocelos (ojos simples) de lente plana dispuestos en un grupo o campo ocelar a cada lado de la cabeza. Aunque en algunos grupos como los júlidos son numerosos, no todos los diplópodos disponen de ocelos; todos los polidesmos y algunos milpiés que viven en cuevas como los de los géneros Causeyella y Trichopetalum tenían antepasados que podrían ver, pero han perdido posteriormente sus ojos y son ciegos.

### Cuerpo

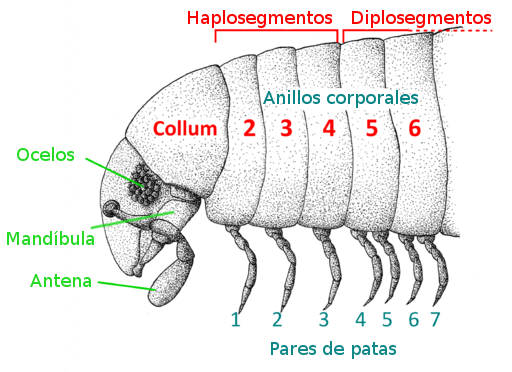
Anatomía anterior de un helmintomorfo típico.

El tronco suele ser duro y calcificado (excepto en Polydesmida) y, visto transversalmente, el cuerpo puede ser aplanado o cilíndrico con el dorso plano (en forma de cúpula) y está compuesto de numerosos segmentos metaméricos, cada uno con un exoesqueleto formado por placas endurecidas de cutícula (escleritos): una placa dorsal (terguito), dos laterales (pleuritos) y una ventral (esternito), bajo el que se articulan las patas. En muchos milpiés, estas placas se funden en distintos grados, formando a veces un único anillo cilíndrico. Las placas son generalmente duras, impregnadas con sales de calcio. Debido a que carecen de una cutícula cerosa, los milpiés son susceptibles a la pérdida de agua y deben pasar la mayor parte de su tiempo en ambientes húmedos.
El primer segmento después de la cabeza, el collum o cuello, es ápodo, y el segundo, tercer y cuarto segmentos corporales solo tienen un par de patas cada uno y reciben el nombre de haplosegmentos (estos tres haplosegmentos a veces se conocen como tórax). Los segmentos restantes, del quinto al último, están formados por la fusión de dos segmentos embrionarios y reciben el nombre de diplosegmentos o segmentos dobles. Cada diplosegmento cuenta con dos pares de patas (a diferencia de los ciempiés, que solo tienen uno). En algunos milpiés, los últimos segmentos no tienen patas. Los términos segmento o anillo corporal se utilizan a menudo indistintamente para referirse tanto a los haplo como los diplosegmentos. El segmento final se denomina telson y consiste en un anillo preanal sin patas con una placa dorsal, dos valvas anales (placas cerca del ano que se pueden cerrar) y una placa ventral.

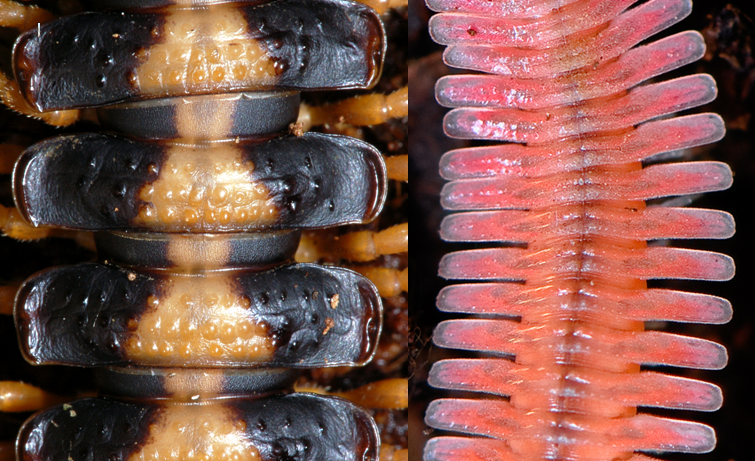
Comparación (no a escala) de las expansiones laterales del noto (paranoto) en Polydesmida (izquierda) y Platydesmida (derecha).

Algunos órdenes de milpiés tienen expansiones de la pared corporal conocidas como paranota, muy variables según la especie en cuanto a forma, tamaño y textura y que pueden formar rugosidades, crestas y abombamientos o expansiones aliformes laterales. La paranota puede permitir que los milpiés se introduzcan mejor en las grietas, protejan las patas o que les dificulte a los predadores tragárselos.
Las patas se componen de siete segmentos, y se fijan en la parte ventral (inferior) del cuerpo. Generalmente son bastante similares entre sí, aunque a menudo más largas en los machos que en las hembras, y los machos de algunas especies pueden tener un primer par de patas reducido o agrandado. Las modificaciones más notorias de las patas están relacionadas con la reproducción. A pesar de su nombre común, por lo general tienen entre 34 y 400 patas, aunque la especie con más, Eumillipes persephone, descubierta en 2021, tiene individuos que poseen más de 1300, más que cualquier otra criatura en la Tierra.

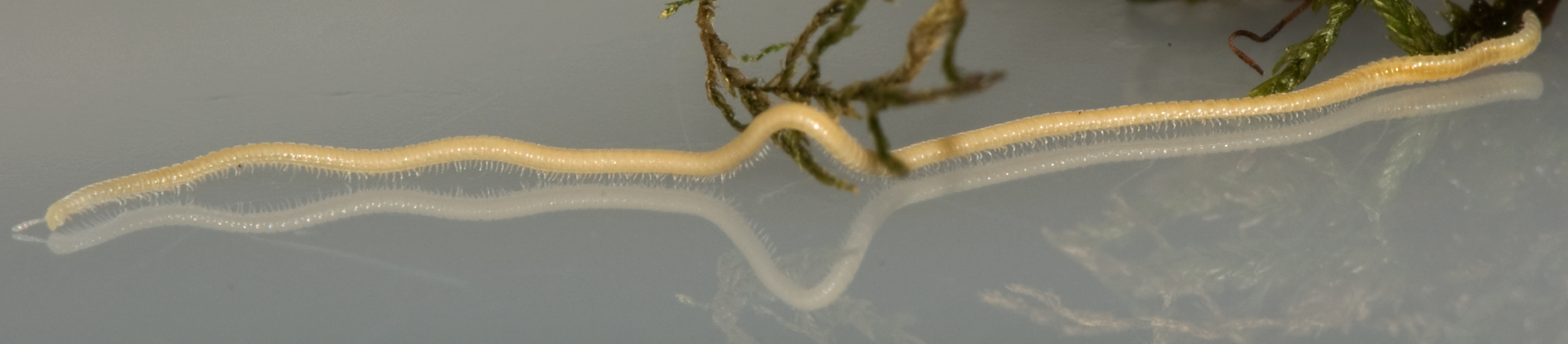
Hembra de Illacme plenipes, con 618 patas (309 pares).

### Órganos internos
Los milpiés respiran a través de dos pares de espiráculos ubicados ventralmente en cada segmento cerca de la base de las patas. Cada uno se abre en una bolsa interna y se conecta al sistema traqueal. El sistema circulatorio es abierto con un corazón tubular que discurre dorsalmente por toda la longitud del cuerpo situado en una cavidad pericárdica; la hemolinfa entra en el corazón a través de ostiums dispuestos de forma segmentaria a lo largo de su longitud y es bombeada hacia el extremo anterior del animal. El sistema digestivo es un tubo simple con dos pares de glándulas salivales para ayudar a digerir los alimentos. Los órganos excretores son dos pares de tubos de Malpighi, situados cerca de la mitad del intestino.

## Reproducción y desarrollo

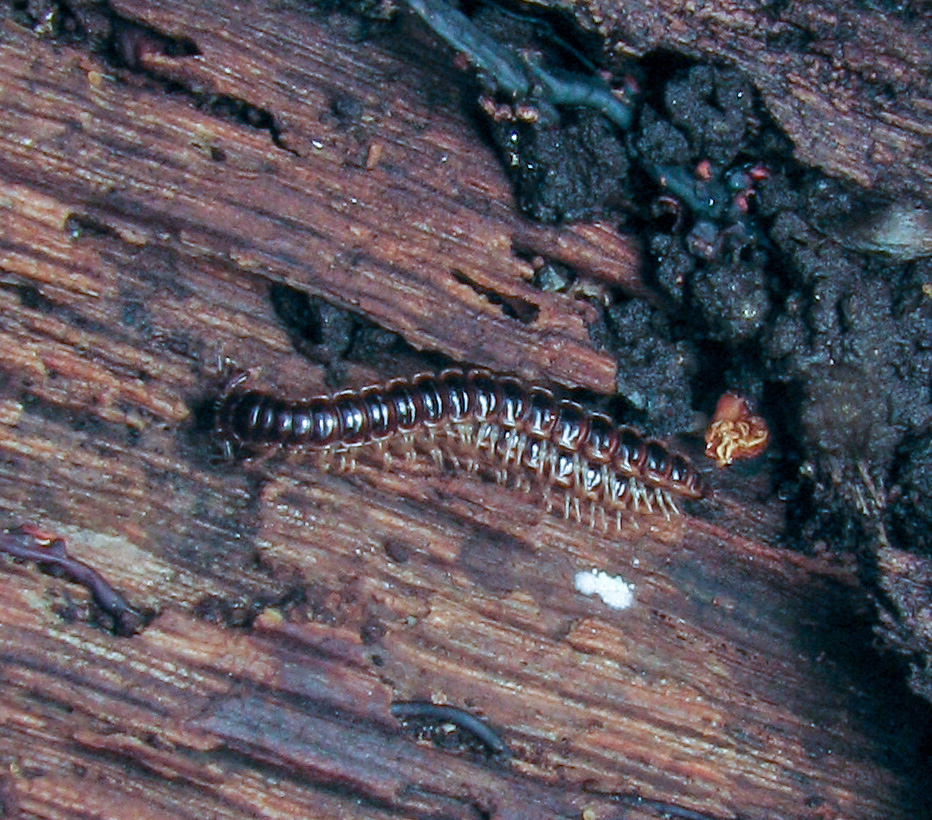
Oxidus gracilis apareándose.

Todos diplópodos tienen fecundación interna. Los órganos sexuales secundarios pueden no estar presentes o no ser visibles (sobre todo en el caso de las hembras). En el orden basal Polyxenida el apareamiento es indirecto, ya que las hembras toman los espermatóforos del suelo, guiadas por una seda con una señal química depositada por los machos. En los demás grupos de milpiés, los machos poseen uno o dos pares de patas modificadas llamadas gonópodos que utilizan para transferir directamente la carga espermática a la hembra durante la cópula. La localización de los gonópodos varía entre los grupos: en los machos de Pentazonia se localizan en la parte posterior del cuerpo y se conocen como telópodos y también pueden utilizarse para sujetar a la hembra durante la cópula, mientras que en Helminthomorpha, donde se encuentran la gran mayoría de especies, se localizan en el séptimo segmento corporal. Unas pocas especies son partenogénicas, con pocos o ningún macho.
Los gonópodos varían de forma y tamaño dependiendo de la especie, desde un gran parecido a las patas hasta estructuras complejas que no se parecen en nada a las patas. En algunos grupos, los gonópodos se mantienen retraídos dentro del cuerpo, mientras que en otros se proyectan paralelos al cuerpo. Su morfología es a menudo el principal medio para determinar las especies entre los milpiés: las estructuras pueden diferir mucho entre especies estrechamente relacionadas pero muy poco dentro de una especie. Los gonópodos se desarrollan gradualmente a partir patas funcionales mediante mudas sucesivas hasta la madurez reproductiva.
Las aberturas genitales (gonoporos) de ambos sexos se localizan en la parte inferior del tercer segmento corporal (cerca del segundo par de patas) y pueden estar acompañadas en el macho por uno o dos penes que depositan los paquetes de esperma en los gonópodos. En la hembra, los poros genitales se abren en pequeños sacos emparejados llamados cifópodos o vulvas, que están cubiertos por pequeñas cubiertas tipo capucha que se utilizan para almacenar el esperma después de la cópula. La morfología de la vulva también se puede utilizar para identificar especies. Los espermatozoides de los milpiés carecen de flagelos, una característica única entre los miriápodos.

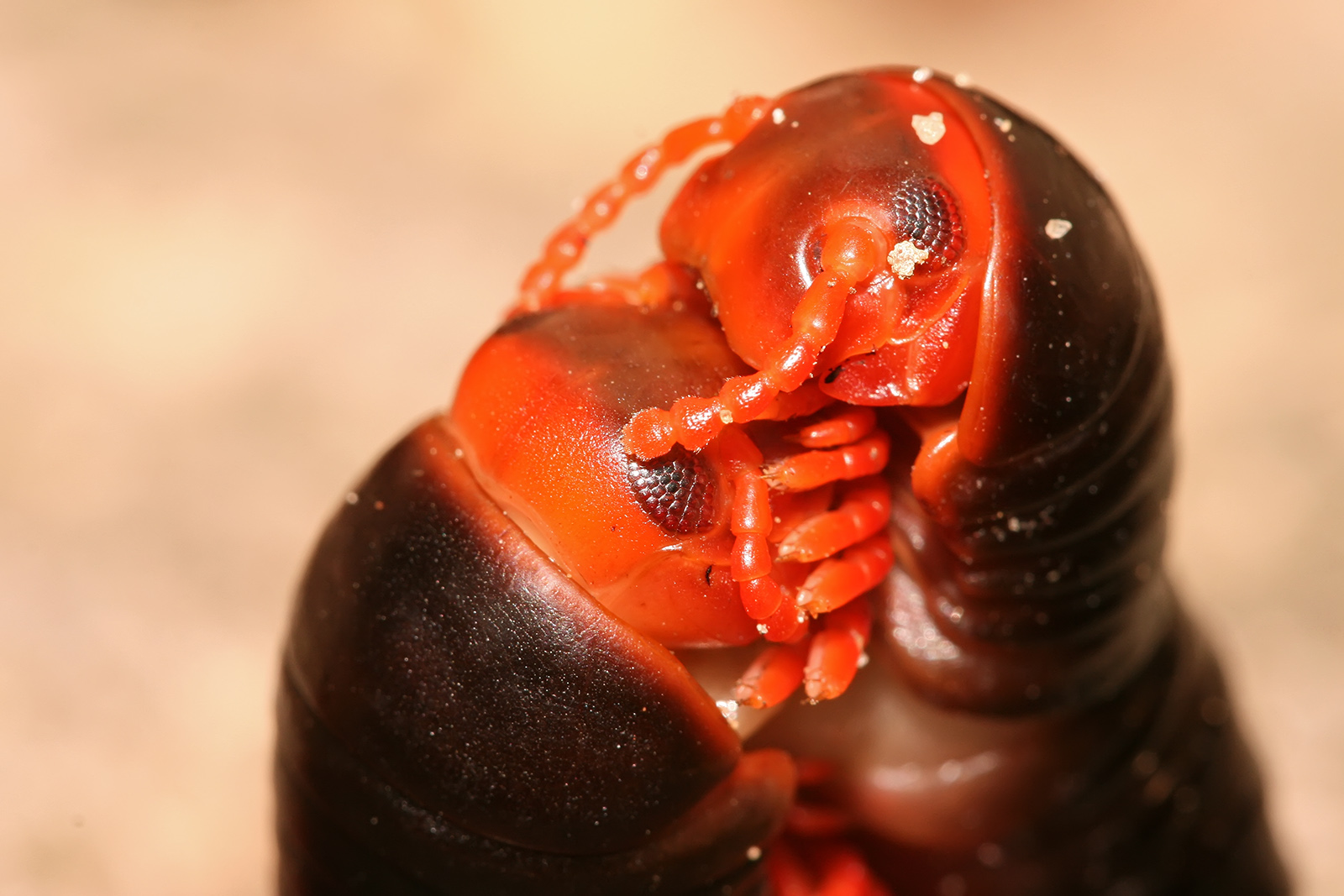
Epibolus pulchripes copulando (el macho es el situado a la derecha).

Excepto en el caso de los polixénidos, la cópula se produce con los dos individuos situados uno frente a otro. La cópula puede estar precedida de rituales de apareamiento de los machos como el de golpear con las antenas, correr a lo largo de la parte posterior de la hembra, ofrecer secreciones glandulares comestibles, o, en el caso de algunos oniscomorfos (milpiés bola), estridulación o «chirrido». En la mayoría de los milpiés durante la cópula el macho posiciona su séptimo segmento delante del tercer segmento de la hembra y puede insertar sus gonopódos para extruir las vulvas antes de doblar su cuerpo para depositar espermatozoides en sus gonópodos e insertarlos ya cargados en la hembra.
Las hembras ponen de diez a trescientos huevos a la vez, dependiendo de la especie, fertilizándolos con el esperma almacenado mientras lo hacen. Muchas especies depositan los huevos en suelo húmedo o detritus orgánicos, pero algunos construyen nidos revestidos con heces secas y pueden proteger los huevos dentro de los capullos de seda. En la mayoría de las especies, la hembra abandona los huevos después de haberlos puesto, pero algunas especies de los órdenes Platydesmida y Stemmiulida proporcionan cuidado parental a los huevos y los juveniles.

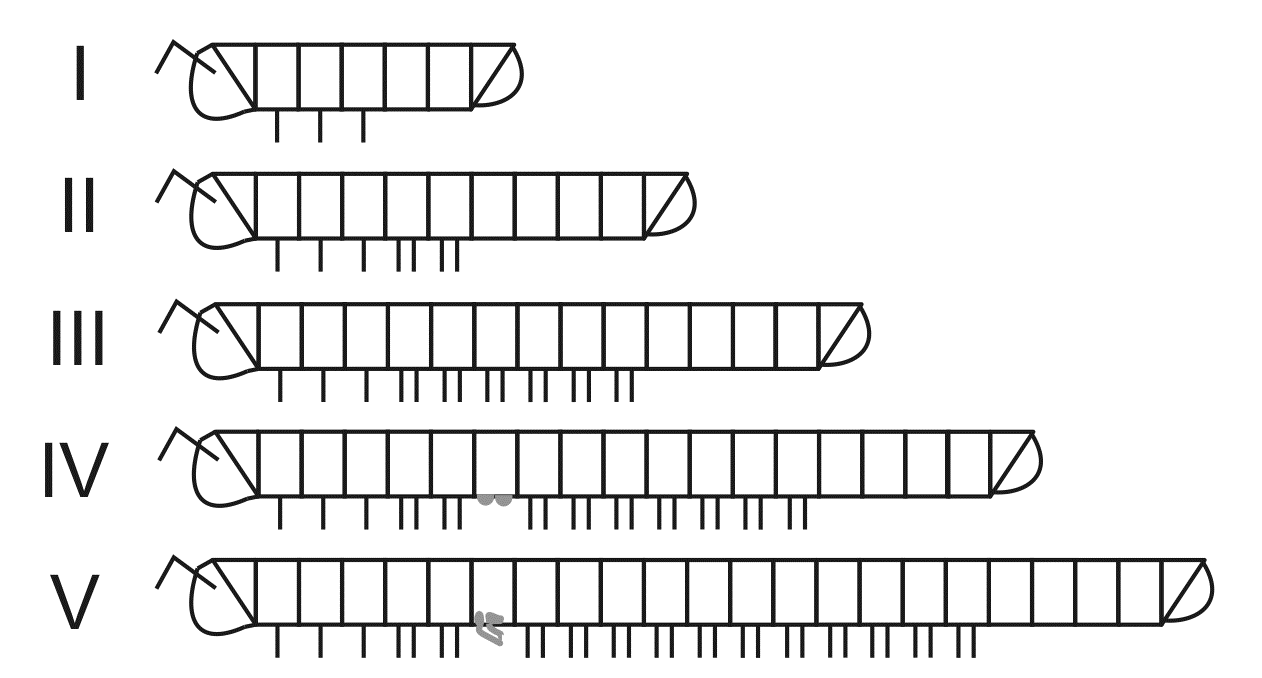
Etapas de desarrollo de Nemasoma (Nemasomatidae), que alcanzan la madurez reproductiva en la etapa V.

Los huevos eclosionan después de unas semanas. Todos los milpiés son anamórficos, es decir, eclosionan del huevo con un número reducido de segmentos y patas que posteriormente se va incrementando; dependiendo de la especie tienen de tres a ocho segmentos y tres o cuatro pares de patas al nacer y a medida que crecen, mediante mudas, van agregando diplosegmentos y pares de patas al cuerpo. Algunas especies mudan dentro de cámaras especialmente preparadas de tierra o seda, donde también pueden refugiarse durante el tiempo húmedo, y la mayoría de las especies comen el exoesqueleto desechado después de la muda. La etapa adulta, cuando los individuos alcanzan la madurez reproductiva, generalmente se alcanza en la etapa final de la muda, que varía dependiendo de las especies y los órdenes, aunque algunas especies siguen mudando después de la edad adulta. Algunas especies alternan entre etapas reproductivas y no reproductivas después de la madurez, fenómeno conocido como periodomorfosis. Los milpiés pueden vivir de uno a diez años, dependiendo de la especie.

## Ecología

### Hábitat y distribución
Los milpiés se distribuyen por todos los continentes excepto la Antártida y ocupan casi todos los hábitats terrestres, que se extienden en su límite norte desde el Círculo polar ártico en Islandia, Noruega y Rusia Central, hasta el sur en la Provincia de Santa Cruz, Argentina. Habitantes típicos de los suelos forestales, viven entre la hojarasca, a un metro de profundidad, dentro y debajo de troncos podridos, en hendiduras de las cortezas, bajo las piedras, sobre tallos de plantas, o en el dosel, con preferencia por ambientes húmedos. En las zonas templadas, son más abundantes en los bosques caducifolios húmedos y pueden alcanzar densidades de más de 1000 individuos por metro cuadrado. Entre sus hábitats se incluyen también bosques de coníferas, desiertos, cuevas y ecosistemas alpinos. Algunas especies pueden sobrevivir a las inundaciones de agua dulce y vivir sumergidas bajo el agua hasta once meses. Algunas especies viven cerca de la orilla del mar y pueden sobrevivir en condiciones de cierto nivel salino. La mayoría son de hábitos nocturnos; algunas especies solo son activas en períodos húmedos, pasando el resto del año bajo el suelo.
Sus diplosegmentos han evolucionado en conjunción con sus hábitos excavadores y casi todos los milpiés adoptan un estilo de vida principalmente subterráneo. Utilizan tres métodos principales de excavación: allanado, acuñamiento y perforación. Los miembros de los órdenes Julida, Spirobolida y Spirostreptida, bajan la cabeza y penetran en el sustrato, utilizando su duro collum o cuello para profundizar en la tierra. Los milpiés de dorso plano con expansiones o excrecencias en los diplosegmentos del orden Polydesmida tienden a insertar su extremo delantero como una cuña, en una hendidura horizontal, y luego ensanchan la grieta empujando hacia arriba con sus patas, la paranota en este caso constituye la superficie principal de elevación. El sistema de perforación lo utilizan los miembros de Chordeumatida y Polyzoniida, especies con cierta elasticidad gracias a que las partes de sus diplosegmentos no están soldadas y pueden ejercer cierta presión incrementando su tamaña y tienen segmentos más pequeños en el frontal y cada vez más grandes detrás; se propulsan adelante en una grieta con sus patas, el cuerpo en forma de cuña que ensancha la abertura a medida que avanzan. Algunos milpiés han adoptado un estilo de vida sobre el suelo y perdido el hábito subterráneo. Esto puede deberse a que son demasiado pequeños para tener suficiente influencia para excavar, o porque son demasiado grandes para hacer que el esfuerzo valga la pena, o en algunos casos porque se mueven relativamente rápido (para un milpiés) y son depredadores activos.

### Dieta
La mayoría de los milpiés son detritívoros y se alimentan de vegetación en descomposición, heces o materia orgánica mezclada con el suelo. A menudo desempeñan un papel importante en la fragmentación y descomposición de la hojarasca y en la formación de suelo, ya que la mayoría de especies de diplópodos viven en el suelo y son excavadores, por lo que su influencia en este es de tipo físico y químico, al alterar sus naturaleza incrementando su porosidad, la capacidad de retención de agua e influyen en los procesos de transporte de nutrientes, además de modificar la materia vegetal mediante la digestión y posterior deposición de sus heces liberando componentes nitrogenados estimulando la acción de las bacterias responsables de la descomposición de la materia vegetal; se estima que en bosques con una alta densidad de población de diplópodos, son responsables del consumo de hasta el 31 % de la biomasa total de hojarasca producida en un año. Cuando las poblaciones de lombrices de tierra son bajas en los bosques tropicales, los milpiés juegan un papel importante facilitando la descomposición microbiana de la hojarasca. Algunos milpiés son herbívoros y se alimentan de plantas vivas, por lo que algunas especies pueden convertirse en plagas de los cultivos. Los milpiés del orden Polyxenida comen algas de las cortezas y los de Platydesmida se alimentan de hongos. Algunas especies son omnívoras y excepcionalmente carnívoras, alimentándose de insectos, ciempiés, lombrices de tierra o caracoles. Algunas especies tienen partes de la boca perforantes que les permiten chupar los jugos de la planta.

### Predadores y parásitos

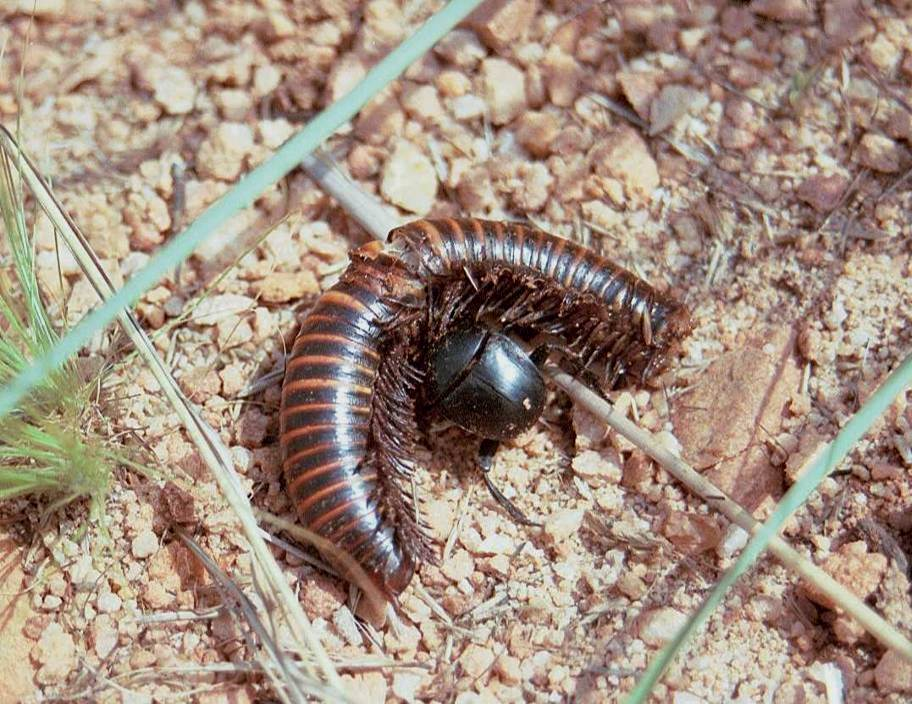
Escarabajo del género Sceliages con los restos de un milpiés.

Existe poca información sobre sus depredadores, aunque se sabe que son presa de una amplia gama de animales, entre lo que se encuentran varios reptiles, anfibios, aves, mamíferos e insectos. Depredadores mamíferos, como coatíes y suricatos, capturaron milpiés en el suelo y frotan sus secreciones defensivas antes de consumir sus presas, y se cree que ciertas ranas venenosas de dardo incorporan los compuestos tóxicos de los milpiés en sus propias defensas. Algunos invertebrados tienen comportamientos o estructuras especializadas para alimentarse de milpiés, como los escarabajos larvales, las hormigas Probolomyrmex, las babosas Chlamydephorus, o los escarabajos de estiércol predadores Sceliages y Deltochilum. Una gran subfamilia de insectos redúvidos, Ectrichodiinae, con más de 600 especies, se ha especializado en la caza de milpiés.
Entre los parásitos de los milpiés se encuentran nemátodos, moscas de la subfamilia Phaeomyiidae y acantócefalos.

### Mecanismos de defensa

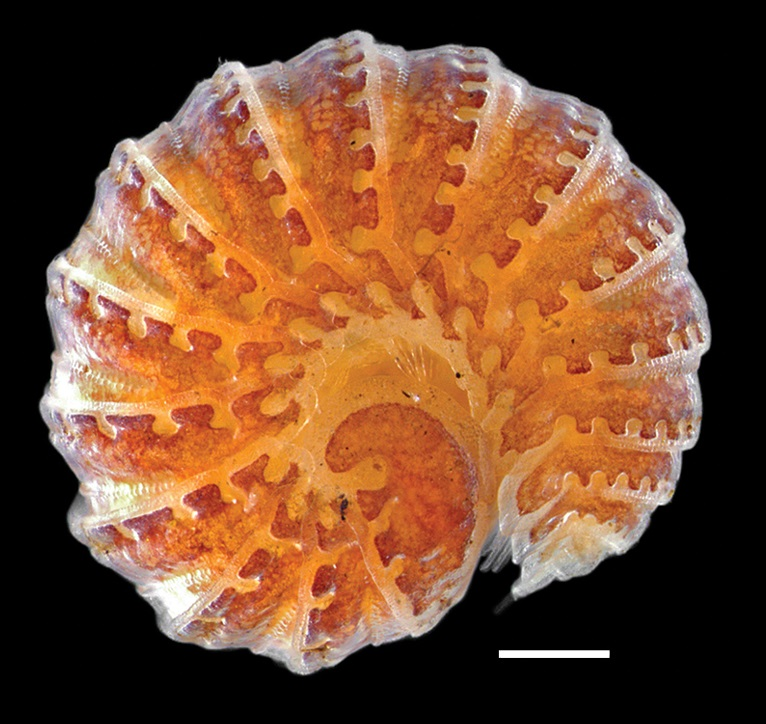
Ammodesmus nimba enrollado en una bola defensiva.

Los diplópodos han desarrollado diversas estrategias defensivas. Debido a su falta de velocidad y su incapacidad para morder o picar, el principal mecanismo de defensa de algunos órdenes, como los gloméridos, es aprovechar su forma y la calcificación de su exoesqueleto enroscándose formando una bola.
Además de utilizar la dureza de su cuerpo como defensa, muchas especies emiten varias secreciones líquidas  mediante glándulas odoríferas o repugnatorias a través de orificios microscópicos llamados ozoporos situados a lo largo de sus cuerpos como una defensa secundaria. Estas secreciones están compuestas de sustancias químicas de naturaleza diversa, como alcaloides, benzoquinonas, fenoles, terpenos o cianuro de hidrógeno. Algunas de estas sustancias son cáusticas y pueden quemar el exoesqueleto de hormigas y otros insectos depredadores, así como la piel y los ojos de depredadores de mayor tamaño. Existen informes de que algunos primates como los monos capuchinos y los lémures los irritan intencionadamente y aprovechan estas secreciones de los milpiés frotándoselos por la piel para repeler los mosquitos. Algunos compuestos de estas secreciones defensivas también tienen propiedades antifúngicas.
Los milpiés del orden Polyxenida carecen tanto de un exoesqueleto duro como de glándulas odoríferas, pero en su lugar están cubiertos de numerosos pelos o setas que se desprenden fácilmente enredándose en los miembros y la boca de insectos depredadores como las hormigas.

### Otras relaciones interespecíficas
Algunos milpiés forman relaciones mutualistas con organismos de otras especies en los que ambas se benefician de la interacción, o relaciones comensales en las que solo una se beneficia mientras que la otra no se ve afectada. Algunos milpiés establecen estrechas relaciones con las hormigas (mirmecofilia), especialmente dentro de la familia Pyrgodesmidae (Polydesmida), que contiene especies mirmecófilas obligadas que solo se han encontrado en colonias de hormigas. Otras especies son mirmecófilas facultativas, no exclusivamente asociadas con hormigas, como muchas especies de Polyxenida que se han encontrado en nidos de hormigas por todo el mundo.

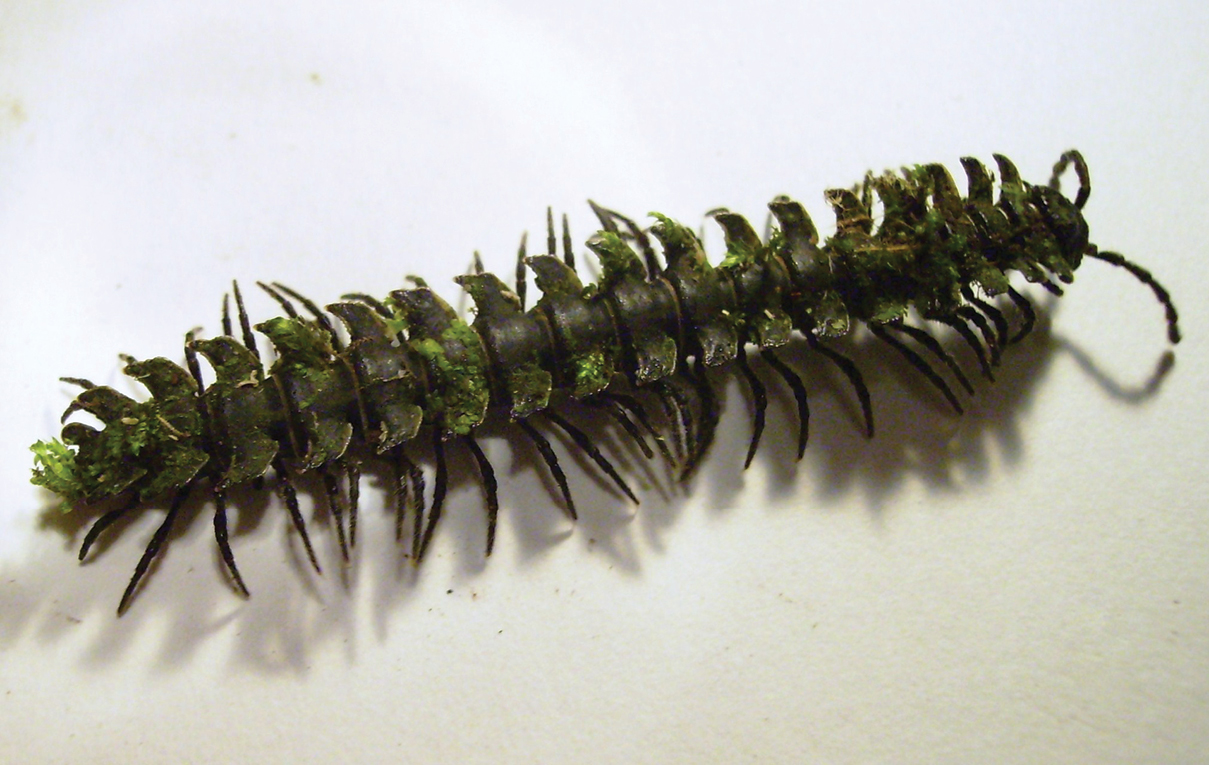
Psammodesmus bryophorus camuflado con musgo.

Muchas especies de milpiés tienen relaciones comensales con ácaros de los órdenes Mesostigmata y Astigmata. Se cree que el comensalismo de muchos de estos ácaros es más foresis que parasitismo, esto es, que utilizan el milpiés huésped como medio de transporte o dispersión.
En 2011 se describió una nueva interacción entre los milpiés y los musgos, cuando se descubrió que individuos del recién descubierto Psammodesmus bryophorus tenía hasta diez especies que vivían en su superficie dorsal, lo que podría proporcionar camuflaje para el milpiés y aumentar la dispersión de los musgos.
| Atributo                    | Milpiés                                                                                    | Ciempiés                                                                                           |
| --------------------------- | ------------------------------------------------------------------------------------------ | -------------------------------------------------------------------------------------------------- |
| Patas                       | Dos pares en la mayoría de los segmentos corporales; salen de la parte inferior del cuerpo | Un par por segmento corporal; salen de los lados del cuerpo; el último par se extiende hacia atrás |
| Locomoción                  | Generalmente adaptado para excavar o vivir en pequeñas grietas; movimiento lento           | Generalmente adaptado para correr, excepto los excavadores del orden Geophilomorpha                |
| Alimentación                | Principalmente detritívoros, algunos herbívoros, pocos carnívoros; sin veneno              | Principalmente carnívoros con garras modificadas en colmillos venenosos                            |
| Espiráculos                 | En la parte inferior del cuerpo                                                            | En los lados o en la parte superior del cuerpo                                                     |
| Aberturas reproductivas     | Tercer segmento corporal                                                                   | Último segmento corporal                                                                           |
| Comportamiento reproductivo | El macho generalmente inserta el espermatóforo en la hembra con gonópodos                  | El macho produce el espermatóforo que generalmente es recogido por la hembra                       |

## Clasificación
Se han descrito unas 12 000 especies de diplópodos, aunque hay estimaciones sobre su número real que van desde unas 15 000 hasta incluso unas 80 000. Hay pocas especies que estén muy extendidas, ya que tienen una capacidad de dispersión muy baja, debido a que su locomoción es terrestre pero sus hábitats húmedos, factores han favorecido su aislamiento genético y su rápida especiación, con el resultado de muchos linajes con rangos restringidos.
Los taxones existentes se clasifican en dieciséis órdenes de dos subclases. La subclase basal Penicillata contiene un único orden, Polyxenida (milpiés peludos). Todos los demás pertenecen a la subclase Chilognatha, dividida en dos infraclases: Pentazonia, que contiene los milpiés de cuerpo corto que pueden enroscarse formando una bola, y Helminthomorpha, los que tienen forma de gusano, que contiene la gran mayoría de las especies.

### Taxones superiores
Se presenta a continuación el nivel superior de la clasificación de los diplópodos, basada en la de Shear (2011), y en la de Shear y Edgecombe (2010) para los grupos extintos. Estudios cladísticos y moleculares recientes han desafiado los anteriores esquemas tradicionales de clasificación, y la posición de los órdenes Siphoniulida y Polyzoniida todavía no está bien establecida. La ubicación y las posiciones de los grupos extintos (†), que se conocen solo a partir de fósiles, es provisional y no está totalmente resuelta. Después de cada clado se cita al autor del nombre científico:
Clase Diplopoda de Blainville en Gervais, 1844
- Subclase Penicillata Latrielle, 1831
  - Orden Polyxenida Verhoeff, 1934
- Subclase †Arthropleuridea (ubicada en Penicillata por algunos autores)[57]
  - Orden †Arthropleurida Waterlot, 1934
  - Orden †Eoarthropleurida  Shear & Selden, 1995
  - Orden †Microdecemplicida Wilson & Shear, 2000
- Subclase Chilognatha  Latrielle, 1802
  - Orden †Zosterogrammida Wilson, 2005 (Chilognatha inc. sed.)[57]
  - Infraclase Pentazonia Brandt, 1833 
    - Orden †Amynilyspedida Hoffman, 1969
    - Superorden Limacomorpha Pocock, 1894 
      - Orden Glomeridesmida Cook, 1895 

    - Superorden Oniscomorpha Pocock, 1887 
      - Orden Glomerida Brandt, 1833 
      - Orden Sphaerotheriida Brandt, 1833

  - Infraclase Helminthomorpha Pocock, 1887
    - Superorden †Archipolypoda Scudder, 1882
      - Orden †Archidesmida Wilson & Anderson 2004
      - Orden †Cowiedesmida Wilson & Anderson 2004
      - Orden †Euphoberiida Hoffman, 1969
      - Orden †Palaeosomatida Hannibal & Krzeminski, 2005

    - Orden †Pleurojulida Schneider & Werneburg, 1998 (posiblemente hermano de Colobognatha)[9]
    - Subclase Colobognatha Brandt, 1834 
      - Orden Platydesmida Cook, 1895
      - Orden Polyzoniida Cook, 1895 
      - Orden Siphonocryptida Cook, 1895
      - Orden Siphonophorida Newport, 1844

    - Subclase Eugnatha Attems, 1898
      - Superorden Juliformia Attems, 1926
        - Orden Julida Brandt, 1833
        - Orden Spirobolida Cook, 1895
        - Orden Spirostreptida Brandt, 1833
        - Superfamilia †Xyloiuloidea Cook, 1895 (a veces alineada con Spirobolida)[58]

      - Superorden Nematophora Verhoeff, 1913 
        - Orden Callipodida Pocock, 1894
        - Orden Chordeumatida Pocock 1894
        - Orden Stemmiulida Cook, 1895
        - Orden Siphoniulida Cook, 1895

      - Superorden Merocheta Cook, 1895
        - Orden Polydesmida Pocock, 1887

### Evolución
Están entre los primeros animales que han colonizado los hábitats terrestres durante el período Silúrico. Las primeras formas probablemente comían musgos y plantas vasculares primitivas. Hay dos grupos principales de milpiés cuyos miembros se han extinguido: Archipolypoda, que contiene los animales terrestres más antiguos que se conocen, y Arthropleuridea, que incluye los invertebrados terrestres más grandes conocidos. La primera criatura terrestre de la que se tiene conocimiento, Pneumodesmus newmani, fue un archipolípodo de 1 cm de longitud que vivió hace 428 Ma en el Silúrico Superior y tenía una clara evidencia de espiráculos que confirman sus hábitos respiratorios. Durante el Carbonífero Superior (340 a 280 millones de años), Arthropleura se convirtió en el mayor invertebrado terrestre conocido del que hay registro, con una longitud de al menos 2 m. Los milpiés también muestran la evidencia más temprana de defensa química, pues algunos fósiles devónicos tienen glándulas defensivas llamadas ozoporos. Los milpiés, ciempiés y otros artrópodos terrestres alcanzaron grandes tamaños en comparación con las especies modernas en los ambientes ricos en oxígeno de los períodos Devónico y Carbonífero, y algunos podrían alcanzar más de un metro. A medida que los niveles de oxígeno bajaron a lo largo del tiempo, los artrópodos se hicieron más pequeños.

### Grupos actuales

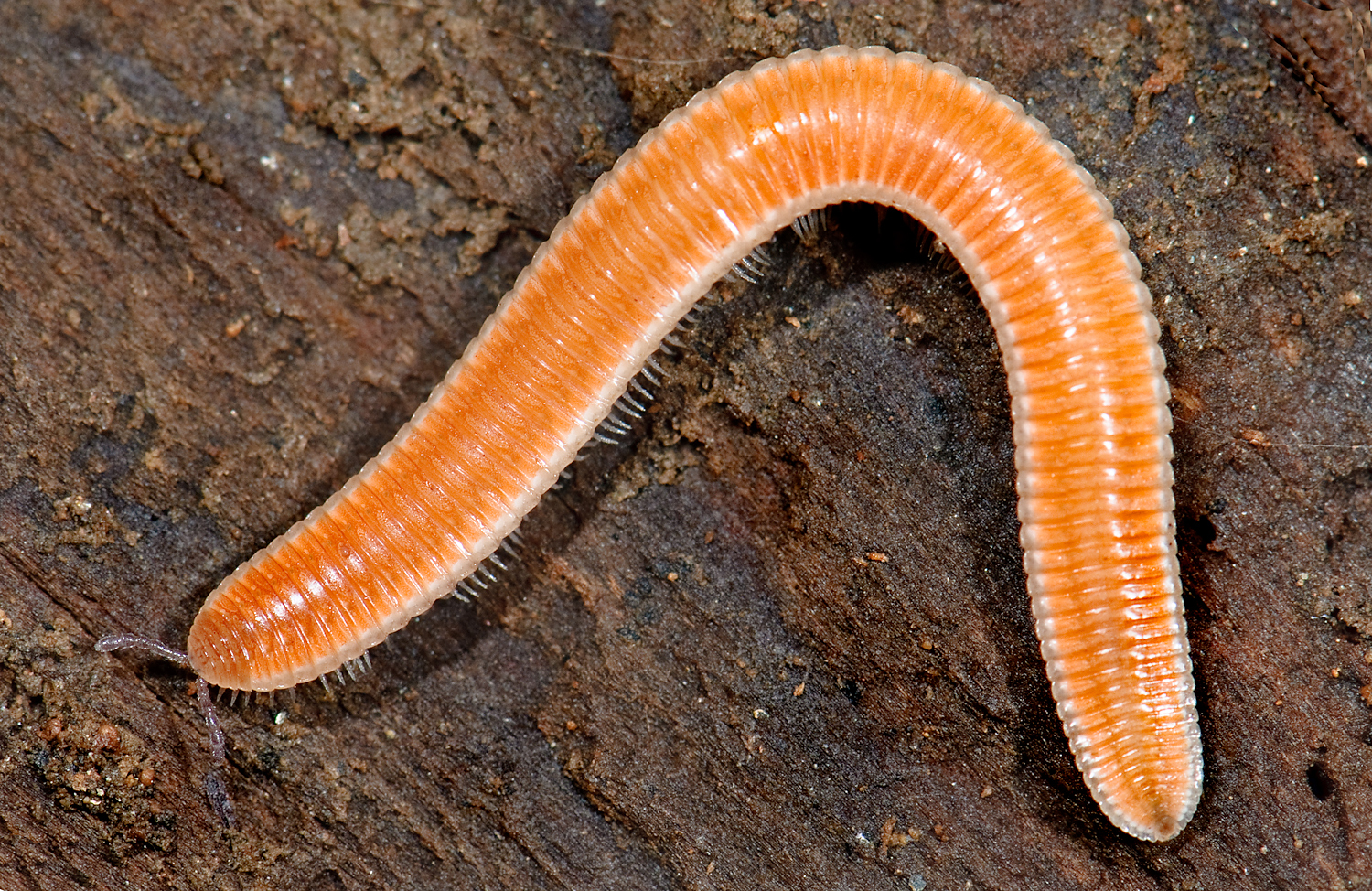
Octoglena sierra (Colobognatha, Polyzoniida).

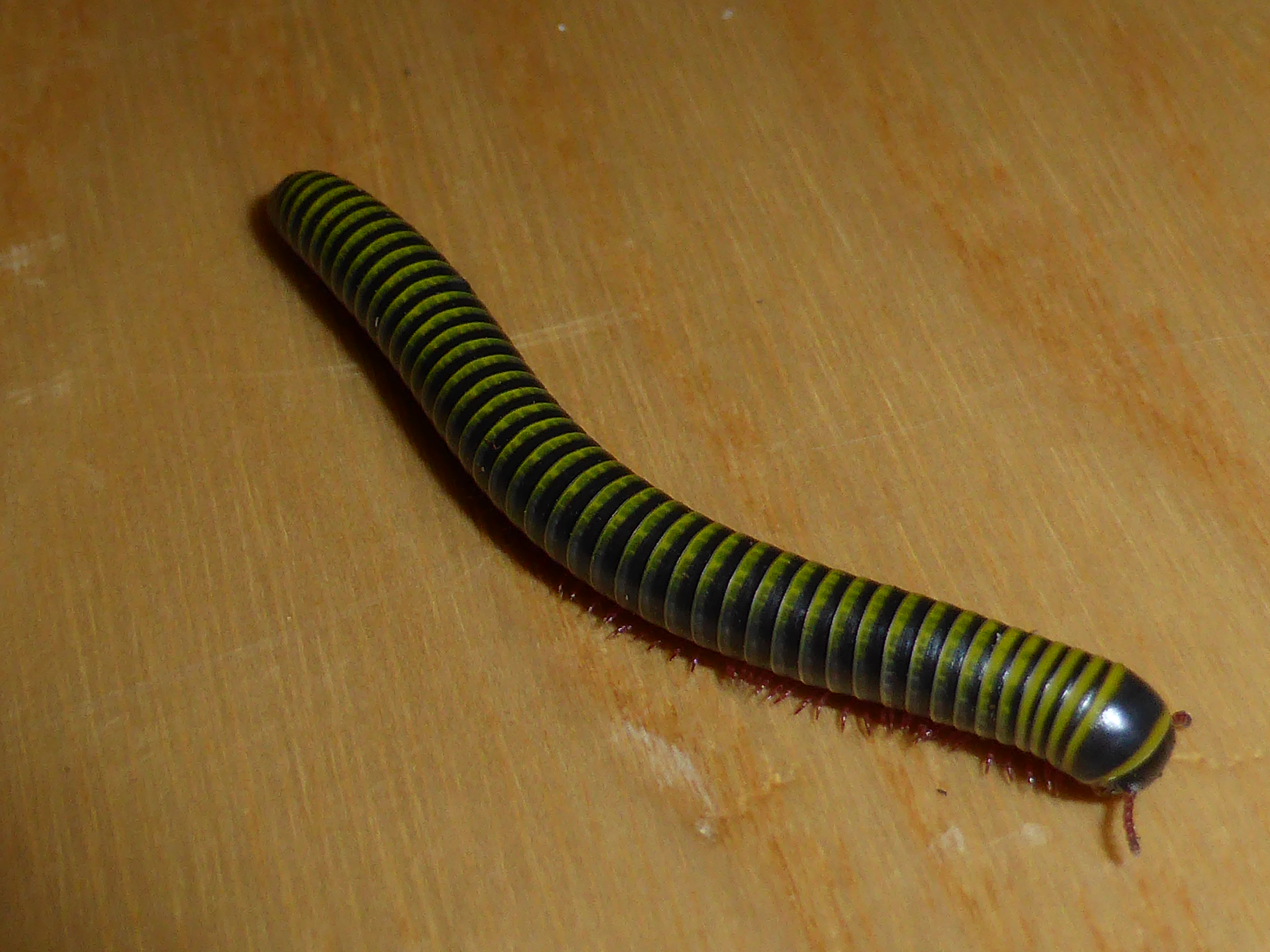
Anadenobolus monilicornis (Juliformia, Spirobolida).

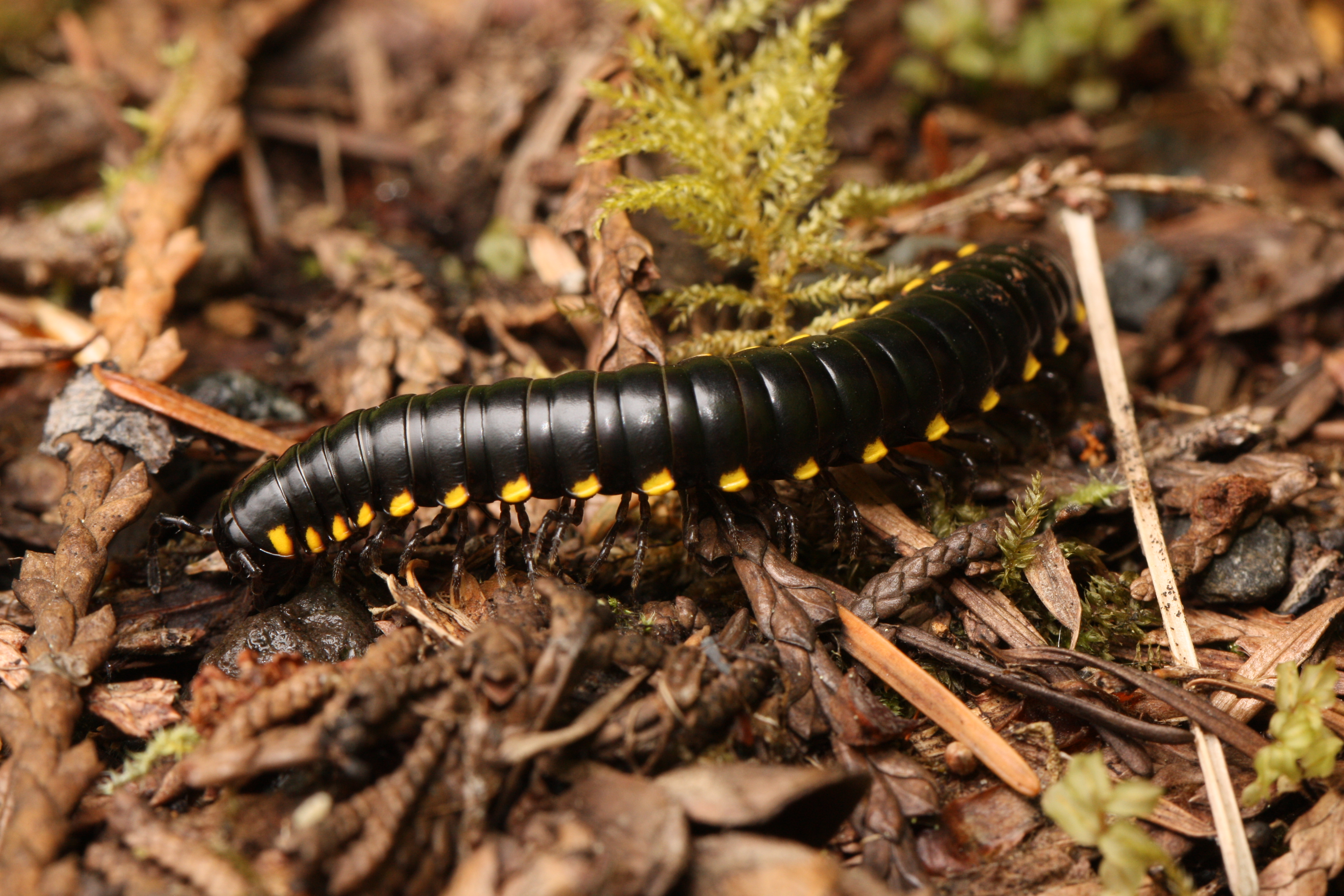
Harpaphe haydeniana (Polydesmida).

La historia de la clasificación científica de los diplópodos comenzó con Linneo quien, en la 10.ª edición de su Systema naturæ (1758), nombró siete especies de Julus como «Insecta Aptera» (insectos sin alas). En 1802, el zoólogo francés Pierre André Latreille propuso Chilognatha como el primer grupo de lo que ahora son Diplopoda y en 1840 el naturalista alemán Johann Friedrich von Brandt realizó la primera clasificación detallada. Diplopoda fue nombrado en 1844 por el zoólogo francés Henri Marie Ducrotay de Blainville. De 1890 a 1940, su taxonomía fue impulsada por relativamente pocos investigadores por entonces, con contribuciones importantes de Carl Attems, Karl Wilhelm Verhoeff y Ralph Vary Chamberlin, cada uno de los cuales describió más de 1000 especies, así como Orator F. Cook, Filippo Silvestri, R. I. Pocock y H. W. Brolemann. Este fue un período en el que floreció la ciencia de la diplopodología, con los índices de descripción de especies más altos de la historia, a veces superando las 300 por año.
En 1971, el biólogo neerlandés C. A. W. Jeekel publicó una lista completa de todos sus familias y géneros conocidos descritos entre 1758 y 1957 en su Nomenclator Generum y Familiarum Diplopodorum, obra reconocida como el inicio de la «era moderna» de la taxonomía de los diplópodos. En 1980, el zoólogo estadounidense Richard L. Hoffman publicó una clasificación en la que reconocía a Penicillata, Pentazonia y Helminthomorpha, y en 1984 el danés Henrik Enghoff publicó el primer análisis filogenético de órdenes de diplópodos utilizando métodos cladísticos modernos. Una clasificación de 2003 del estadounidense Rowland Shelley es similar a la planteada originalmente por Verhoeff, que continúa siendo el esquema de clasificación actualmente aceptado, a pesar de que estudios moleculares más recientes postulan relaciones en conflicto. Un resumen de 2011 sobre la diversidad de las familias de diplópodos de William A. Shear situó el orden Siphoniulida dentro del grupo más grande Nematomorpha.
|  | Polyxenida |
|  |            |

| Limacomorpha | Glomeridesmida                                                |
|              | Glomeridesmida                                                |
| Oniscomorpha | \| \| Glomerida \| \| \| \| \| \| Sphaerotheriida \| \| \| \| |
|              | \| \| Glomerida \| \| \| \| \| \| Sphaerotheriida \| \| \| \| |
|              | Glomerida                                                     |
|              |                                                               |
|              | Sphaerotheriida                                               |
|              |                                                               |

|  | Glomerida       |
|  |                 |
|  | Sphaerotheriida |
|  |                 |

|  | Platydesmida    |
|  |                 |
|  | Siphonocryptida |
|  |                 |
|  | Polyzoniida     |
|  |                 |
|  | Siphonophorida  |
|  |                 |

|  |               |
|  |               |
|  | Chordeumatida |
|  |               |
|  | Callipodida   |
|  |               |
|  | Stemmiulida   |
|  |               |
|  | Siphoniulida  |
|  |               |

|  | Polydesmida |
|  |             |

|  | Julida         |
|  |                |
|  | Spirobolida    |
|  |                |
|  | Spirostreptida |
|  |                |

|  |               |
|  |               |
|  | Chordeumatida |
|  |               |
|  | Callipodida   |
|  |               |
|  | Stemmiulida   |
|  |               |
|  | Siphoniulida  |
|  |               |

|  | Polydesmida |
|  |             |

|  | Julida         |
|  |                |
|  | Spirobolida    |
|  |                |
|  | Spirostreptida |
|  |                |

|  | Platydesmida    |
|  |                 |
|  | Siphonocryptida |
|  |                 |
|  | Polyzoniida     |
|  |                 |
|  | Siphonophorida  |
|  |                 |

|  |               |
|  |               |
|  | Chordeumatida |
|  |               |
|  | Callipodida   |
|  |               |
|  | Stemmiulida   |
|  |               |
|  | Siphoniulida  |
|  |               |

|  | Polydesmida |
|  |             |

|  | Julida         |
|  |                |
|  | Spirobolida    |
|  |                |
|  | Spirostreptida |
|  |                |

|  |               |
|  |               |
|  | Chordeumatida |
|  |               |
|  | Callipodida   |
|  |               |
|  | Stemmiulida   |
|  |               |
|  | Siphoniulida  |
|  |               |

|  | Polydesmida |
|  |             |

|  | Julida         |
|  |                |
|  | Spirobolida    |
|  |                |
|  | Spirostreptida |
|  |                |

| Limacomorpha | Glomeridesmida                                                |
|              | Glomeridesmida                                                |
| Oniscomorpha | \| \| Glomerida \| \| \| \| \| \| Sphaerotheriida \| \| \| \| |
|              | \| \| Glomerida \| \| \| \| \| \| Sphaerotheriida \| \| \| \| |
|              | Glomerida                                                     |
|              |                                                               |
|              | Sphaerotheriida                                               |
|              |                                                               |

|  | Glomerida       |
|  |                 |
|  | Sphaerotheriida |
|  |                 |

|  | Platydesmida    |
|  |                 |
|  | Siphonocryptida |
|  |                 |
|  | Polyzoniida     |
|  |                 |
|  | Siphonophorida  |
|  |                 |

|  |               |
|  |               |
|  | Chordeumatida |
|  |               |
|  | Callipodida   |
|  |               |
|  | Stemmiulida   |
|  |               |
|  | Siphoniulida  |
|  |               |

|  | Polydesmida |
|  |             |

|  | Julida         |
|  |                |
|  | Spirobolida    |
|  |                |
|  | Spirostreptida |
|  |                |

|  |               |
|  |               |
|  | Chordeumatida |
|  |               |
|  | Callipodida   |
|  |               |
|  | Stemmiulida   |
|  |               |
|  | Siphoniulida  |
|  |               |

|  | Polydesmida |
|  |             |

|  | Julida         |
|  |                |
|  | Spirobolida    |
|  |                |
|  | Spirostreptida |
|  |                |

|  | Platydesmida    |
|  |                 |
|  | Siphonocryptida |
|  |                 |
|  | Polyzoniida     |
|  |                 |
|  | Siphonophorida  |
|  |                 |

|  |               |
|  |               |
|  | Chordeumatida |
|  |               |
|  | Callipodida   |
|  |               |
|  | Stemmiulida   |
|  |               |
|  | Siphoniulida  |
|  |               |

|  | Polydesmida |
|  |             |

|  | Julida         |
|  |                |
|  | Spirobolida    |
|  |                |
|  | Spirostreptida |
|  |                |

|  |               |
|  |               |
|  | Chordeumatida |
|  |               |
|  | Callipodida   |
|  |               |
|  | Stemmiulida   |
|  |               |
|  | Siphoniulida  |
|  |               |

|  | Polydesmida |
|  |             |

|  | Julida         |
|  |                |
|  | Spirobolida    |
|  |                |
|  | Spirostreptida |
|  |                |

|  | Polyxenida |
|  |            |

| Limacomorpha | Glomeridesmida                                                |
|              | Glomeridesmida                                                |
| Oniscomorpha | \| \| Glomerida \| \| \| \| \| \| Sphaerotheriida \| \| \| \| |
|              | \| \| Glomerida \| \| \| \| \| \| Sphaerotheriida \| \| \| \| |
|              | Glomerida                                                     |
|              |                                                               |
|              | Sphaerotheriida                                               |
|              |                                                               |

|  | Glomerida       |
|  |                 |
|  | Sphaerotheriida |
|  |                 |

|  | Platydesmida    |
|  |                 |
|  | Siphonocryptida |
|  |                 |
|  | Polyzoniida     |
|  |                 |
|  | Siphonophorida  |
|  |                 |

|  |               |
|  |               |
|  | Chordeumatida |
|  |               |
|  | Callipodida   |
|  |               |
|  | Stemmiulida   |
|  |               |
|  | Siphoniulida  |
|  |               |

|  | Polydesmida |
|  |             |

|  | Julida         |
|  |                |
|  | Spirobolida    |
|  |                |
|  | Spirostreptida |
|  |                |

|  |               |
|  |               |
|  | Chordeumatida |
|  |               |
|  | Callipodida   |
|  |               |
|  | Stemmiulida   |
|  |               |
|  | Siphoniulida  |
|  |               |

|  | Polydesmida |
|  |             |

|  | Julida         |
|  |                |
|  | Spirobolida    |
|  |                |
|  | Spirostreptida |
|  |                |

|  | Platydesmida    |
|  |                 |
|  | Siphonocryptida |
|  |                 |
|  | Polyzoniida     |
|  |                 |
|  | Siphonophorida  |
|  |                 |

|  |               |
|  |               |
|  | Chordeumatida |
|  |               |
|  | Callipodida   |
|  |               |
|  | Stemmiulida   |
|  |               |
|  | Siphoniulida  |
|  |               |

|  | Polydesmida |
|  |             |

|  | Julida         |
|  |                |
|  | Spirobolida    |
|  |                |
|  | Spirostreptida |
|  |                |

|  |               |
|  |               |
|  | Chordeumatida |
|  |               |
|  | Callipodida   |
|  |               |
|  | Stemmiulida   |
|  |               |
|  | Siphoniulida  |
|  |               |

|  | Polydesmida |
|  |             |

|  | Julida         |
|  |                |
|  | Spirobolida    |
|  |                |
|  | Spirostreptida |
|  |                |

| Limacomorpha | Glomeridesmida                                                |
|              | Glomeridesmida                                                |
| Oniscomorpha | \| \| Glomerida \| \| \| \| \| \| Sphaerotheriida \| \| \| \| |
|              | \| \| Glomerida \| \| \| \| \| \| Sphaerotheriida \| \| \| \| |
|              | Glomerida                                                     |
|              |                                                               |
|              | Sphaerotheriida                                               |
|              |                                                               |

|  | Glomerida       |
|  |                 |
|  | Sphaerotheriida |
|  |                 |

|  | Platydesmida    |
|  |                 |
|  | Siphonocryptida |
|  |                 |
|  | Polyzoniida     |
|  |                 |
|  | Siphonophorida  |
|  |                 |

|  |               |
|  |               |
|  | Chordeumatida |
|  |               |
|  | Callipodida   |
|  |               |
|  | Stemmiulida   |
|  |               |
|  | Siphoniulida  |
|  |               |

|  | Polydesmida |
|  |             |

|  | Julida         |
|  |                |
|  | Spirobolida    |
|  |                |
|  | Spirostreptida |
|  |                |

|  |               |
|  |               |
|  | Chordeumatida |
|  |               |
|  | Callipodida   |
|  |               |
|  | Stemmiulida   |
|  |               |
|  | Siphoniulida  |
|  |               |

|  | Polydesmida |
|  |             |

|  | Julida         |
|  |                |
|  | Spirobolida    |
|  |                |
|  | Spirostreptida |
|  |                |

|  | Platydesmida    |
|  |                 |
|  | Siphonocryptida |
|  |                 |
|  | Polyzoniida     |
|  |                 |
|  | Siphonophorida  |
|  |                 |

|  |               |
|  |               |
|  | Chordeumatida |
|  |               |
|  | Callipodida   |
|  |               |
|  | Stemmiulida   |
|  |               |
|  | Siphoniulida  |
|  |               |

|  | Polydesmida |
|  |             |

|  | Julida         |
|  |                |
|  | Spirobolida    |
|  |                |
|  | Spirostreptida |
|  |                |

|  |               |
|  |               |
|  | Chordeumatida |
|  |               |
|  | Callipodida   |
|  |               |
|  | Stemmiulida   |
|  |               |
|  | Siphoniulida  |
|  |               |

|  | Polydesmida |
|  |             |

|  | Julida         |
|  |                |
|  | Spirobolida    |
|  |                |
|  | Spirostreptida |
|  |                |

### Registro fósil
Además de los dieciséis órdenes actuales, hay nueve órdenes y una superfamilia extintos  conocidos solo a partir de fósiles. La relación de este registro fósil con los grupos actuales y entre sí es controvertida. El extinto Arthropleuridea se consideró por mucho tiempo una clase distinta de miriápodos, aunque trabajos a principios de los años 2000 establecieron el grupo como subclase de los diplópodos. Varios órdenes vivientes también aparecen en el registro fósil. A continuación se presentan dos disposiciones propuestas de grupos de diplópodos fósiles. Los grupos extintos se indican con una daga (†). El orden extinto Zosterogrammida, Chilognatha de posición incierta, no se muestra.
|  | †Arthropleurida    |
|  |                    |
|  | †Eoarthropleurida  |
|  |                    |
|  | †Microdecemplicida |
|  |                    |

|  | †Archidesmida   |
|  |                 |
|  | †Cowiedesmida   |
|  |                 |
|  | †Euphoberiida   |
|  |                 |
|  | †Palaeosomatida |
|  |                 |

|  | Nematophora |
|  |             |
|  | Polydesmida |
|  |             |

|  | Julida         |
|  |                |
|  | Spirobolida    |
|  |                |
|  | Spirostreptida |
|  |                |
|  | †Xyloiuloidea  |
|  |                |

|  | Nematophora |
|  |             |
|  | Polydesmida |
|  |             |

|  | Julida         |
|  |                |
|  | Spirobolida    |
|  |                |
|  | Spirostreptida |
|  |                |
|  | †Xyloiuloidea  |
|  |                |

|  | Nematophora |
|  |             |
|  | Polydesmida |
|  |             |

|  | Julida         |
|  |                |
|  | Spirobolida    |
|  |                |
|  | Spirostreptida |
|  |                |
|  | †Xyloiuloidea  |
|  |                |

|  | Nematophora |
|  |             |
|  | Polydesmida |
|  |             |

|  | Julida         |
|  |                |
|  | Spirobolida    |
|  |                |
|  | Spirostreptida |
|  |                |
|  | †Xyloiuloidea  |
|  |                |

|  | †Archidesmida   |
|  |                 |
|  | †Cowiedesmida   |
|  |                 |
|  | †Euphoberiida   |
|  |                 |
|  | †Palaeosomatida |
|  |                 |

|  | Nematophora |
|  |             |
|  | Polydesmida |
|  |             |

|  | Julida         |
|  |                |
|  | Spirobolida    |
|  |                |
|  | Spirostreptida |
|  |                |
|  | †Xyloiuloidea  |
|  |                |

|  | Nematophora |
|  |             |
|  | Polydesmida |
|  |             |

|  | Julida         |
|  |                |
|  | Spirobolida    |
|  |                |
|  | Spirostreptida |
|  |                |
|  | †Xyloiuloidea  |
|  |                |

|  | Nematophora |
|  |             |
|  | Polydesmida |
|  |             |

|  | Julida         |
|  |                |
|  | Spirobolida    |
|  |                |
|  | Spirostreptida |
|  |                |
|  | †Xyloiuloidea  |
|  |                |

|  | Nematophora |
|  |             |
|  | Polydesmida |
|  |             |

|  | Julida         |
|  |                |
|  | Spirobolida    |
|  |                |
|  | Spirostreptida |
|  |                |
|  | †Xyloiuloidea  |
|  |                |

|  | †Archidesmida   |
|  |                 |
|  | †Cowiedesmida   |
|  |                 |
|  | †Euphoberiida   |
|  |                 |
|  | †Palaeosomatida |
|  |                 |

|  | Nematophora |
|  |             |
|  | Polydesmida |
|  |             |

|  | Julida         |
|  |                |
|  | Spirobolida    |
|  |                |
|  | Spirostreptida |
|  |                |
|  | †Xyloiuloidea  |
|  |                |

|  | Nematophora |
|  |             |
|  | Polydesmida |
|  |             |

|  | Julida         |
|  |                |
|  | Spirobolida    |
|  |                |
|  | Spirostreptida |
|  |                |
|  | †Xyloiuloidea  |
|  |                |

|  | Nematophora |
|  |             |
|  | Polydesmida |
|  |             |

|  | Julida         |
|  |                |
|  | Spirobolida    |
|  |                |
|  | Spirostreptida |
|  |                |
|  | †Xyloiuloidea  |
|  |                |

|  | Nematophora |
|  |             |
|  | Polydesmida |
|  |             |

|  | Julida         |
|  |                |
|  | Spirobolida    |
|  |                |
|  | Spirostreptida |
|  |                |
|  | †Xyloiuloidea  |
|  |                |

|  | †Archidesmida   |
|  |                 |
|  | †Cowiedesmida   |
|  |                 |
|  | †Euphoberiida   |
|  |                 |
|  | †Palaeosomatida |
|  |                 |

|  | Nematophora |
|  |             |
|  | Polydesmida |
|  |             |

|  | Julida         |
|  |                |
|  | Spirobolida    |
|  |                |
|  | Spirostreptida |
|  |                |
|  | †Xyloiuloidea  |
|  |                |

|  | Nematophora |
|  |             |
|  | Polydesmida |
|  |             |

|  | Julida         |
|  |                |
|  | Spirobolida    |
|  |                |
|  | Spirostreptida |
|  |                |
|  | †Xyloiuloidea  |
|  |                |

|  | Nematophora |
|  |             |
|  | Polydesmida |
|  |             |

|  | Julida         |
|  |                |
|  | Spirobolida    |
|  |                |
|  | Spirostreptida |
|  |                |
|  | †Xyloiuloidea  |
|  |                |

|  | Nematophora |
|  |             |
|  | Polydesmida |
|  |             |

|  | Julida         |
|  |                |
|  | Spirobolida    |
|  |                |
|  | Spirostreptida |
|  |                |
|  | †Xyloiuloidea  |
|  |                |

|  | †Arthropleurida    |
|  |                    |
|  | †Eoarthropleurida  |
|  |                    |
|  | †Microdecemplicida |
|  |                    |

|  | †Archidesmida   |
|  |                 |
|  | †Cowiedesmida   |
|  |                 |
|  | †Euphoberiida   |
|  |                 |
|  | †Palaeosomatida |
|  |                 |

|  | Nematophora |
|  |             |
|  | Polydesmida |
|  |             |

|  | Julida         |
|  |                |
|  | Spirobolida    |
|  |                |
|  | Spirostreptida |
|  |                |
|  | †Xyloiuloidea  |
|  |                |

|  | Nematophora |
|  |             |
|  | Polydesmida |
|  |             |

|  | Julida         |
|  |                |
|  | Spirobolida    |
|  |                |
|  | Spirostreptida |
|  |                |
|  | †Xyloiuloidea  |
|  |                |

|  | Nematophora |
|  |             |
|  | Polydesmida |
|  |             |

|  | Julida         |
|  |                |
|  | Spirobolida    |
|  |                |
|  | Spirostreptida |
|  |                |
|  | †Xyloiuloidea  |
|  |                |

|  | Nematophora |
|  |             |
|  | Polydesmida |
|  |             |

|  | Julida         |
|  |                |
|  | Spirobolida    |
|  |                |
|  | Spirostreptida |
|  |                |
|  | †Xyloiuloidea  |
|  |                |

|  | †Archidesmida   |
|  |                 |
|  | †Cowiedesmida   |
|  |                 |
|  | †Euphoberiida   |
|  |                 |
|  | †Palaeosomatida |
|  |                 |

|  | Nematophora |
|  |             |
|  | Polydesmida |
|  |             |

|  | Julida         |
|  |                |
|  | Spirobolida    |
|  |                |
|  | Spirostreptida |
|  |                |
|  | †Xyloiuloidea  |
|  |                |

|  | Nematophora |
|  |             |
|  | Polydesmida |
|  |             |

|  | Julida         |
|  |                |
|  | Spirobolida    |
|  |                |
|  | Spirostreptida |
|  |                |
|  | †Xyloiuloidea  |
|  |                |

|  | Nematophora |
|  |             |
|  | Polydesmida |
|  |             |

|  | Julida         |
|  |                |
|  | Spirobolida    |
|  |                |
|  | Spirostreptida |
|  |                |
|  | †Xyloiuloidea  |
|  |                |

|  | Nematophora |
|  |             |
|  | Polydesmida |
|  |             |

|  | Julida         |
|  |                |
|  | Spirobolida    |
|  |                |
|  | Spirostreptida |
|  |                |
|  | †Xyloiuloidea  |
|  |                |

|  | †Archidesmida   |
|  |                 |
|  | †Cowiedesmida   |
|  |                 |
|  | †Euphoberiida   |
|  |                 |
|  | †Palaeosomatida |
|  |                 |

|  | Nematophora |
|  |             |
|  | Polydesmida |
|  |             |

|  | Julida         |
|  |                |
|  | Spirobolida    |
|  |                |
|  | Spirostreptida |
|  |                |
|  | †Xyloiuloidea  |
|  |                |

|  | Nematophora |
|  |             |
|  | Polydesmida |
|  |             |

|  | Julida         |
|  |                |
|  | Spirobolida    |
|  |                |
|  | Spirostreptida |
|  |                |
|  | †Xyloiuloidea  |
|  |                |

|  | Nematophora |
|  |             |
|  | Polydesmida |
|  |             |

|  | Julida         |
|  |                |
|  | Spirobolida    |
|  |                |
|  | Spirostreptida |
|  |                |
|  | †Xyloiuloidea  |
|  |                |

|  | Nematophora |
|  |             |
|  | Polydesmida |
|  |             |

|  | Julida         |
|  |                |
|  | Spirobolida    |
|  |                |
|  | Spirostreptida |
|  |                |
|  | †Xyloiuloidea  |
|  |                |

|  | †Archidesmida   |
|  |                 |
|  | †Cowiedesmida   |
|  |                 |
|  | †Euphoberiida   |
|  |                 |
|  | †Palaeosomatida |
|  |                 |

|  | Nematophora |
|  |             |
|  | Polydesmida |
|  |             |

|  | Julida         |
|  |                |
|  | Spirobolida    |
|  |                |
|  | Spirostreptida |
|  |                |
|  | †Xyloiuloidea  |
|  |                |

|  | Nematophora |
|  |             |
|  | Polydesmida |
|  |             |

|  | Julida         |
|  |                |
|  | Spirobolida    |
|  |                |
|  | Spirostreptida |
|  |                |
|  | †Xyloiuloidea  |
|  |                |

|  | Nematophora |
|  |             |
|  | Polydesmida |
|  |             |

|  | Julida         |
|  |                |
|  | Spirobolida    |
|  |                |
|  | Spirostreptida |
|  |                |
|  | †Xyloiuloidea  |
|  |                |

|  | Nematophora |
|  |             |
|  | Polydesmida |
|  |             |

|  | Julida         |
|  |                |
|  | Spirobolida    |
|  |                |
|  | Spirostreptida |
|  |                |
|  | †Xyloiuloidea  |
|  |                |

|  | †Arthropleurida    |
|  |                    |
|  | †Eoarthropleurida  |
|  |                    |
|  | †Microdecemplicida |
|  |                    |

|  | †Archidesmida   |
|  |                 |
|  | †Cowiedesmida   |
|  |                 |
|  | †Euphoberiida   |
|  |                 |
|  | †Palaeosomatida |
|  |                 |

|  | Nematophora |
|  |             |
|  | Polydesmida |
|  |             |

|  | Julida         |
|  |                |
|  | Spirobolida    |
|  |                |
|  | Spirostreptida |
|  |                |
|  | †Xyloiuloidea  |
|  |                |

|  | Nematophora |
|  |             |
|  | Polydesmida |
|  |             |

|  | Julida         |
|  |                |
|  | Spirobolida    |
|  |                |
|  | Spirostreptida |
|  |                |
|  | †Xyloiuloidea  |
|  |                |

|  | Nematophora |
|  |             |
|  | Polydesmida |
|  |             |

|  | Julida         |
|  |                |
|  | Spirobolida    |
|  |                |
|  | Spirostreptida |
|  |                |
|  | †Xyloiuloidea  |
|  |                |

|  | Nematophora |
|  |             |
|  | Polydesmida |
|  |             |

|  | Julida         |
|  |                |
|  | Spirobolida    |
|  |                |
|  | Spirostreptida |
|  |                |
|  | †Xyloiuloidea  |
|  |                |

|  | †Archidesmida   |
|  |                 |
|  | †Cowiedesmida   |
|  |                 |
|  | †Euphoberiida   |
|  |                 |
|  | †Palaeosomatida |
|  |                 |

|  | Nematophora |
|  |             |
|  | Polydesmida |
|  |             |

|  | Julida         |
|  |                |
|  | Spirobolida    |
|  |                |
|  | Spirostreptida |
|  |                |
|  | †Xyloiuloidea  |
|  |                |

|  | Nematophora |
|  |             |
|  | Polydesmida |
|  |             |

|  | Julida         |
|  |                |
|  | Spirobolida    |
|  |                |
|  | Spirostreptida |
|  |                |
|  | †Xyloiuloidea  |
|  |                |

|  | Nematophora |
|  |             |
|  | Polydesmida |
|  |             |

|  | Julida         |
|  |                |
|  | Spirobolida    |
|  |                |
|  | Spirostreptida |
|  |                |
|  | †Xyloiuloidea  |
|  |                |

|  | Nematophora |
|  |             |
|  | Polydesmida |
|  |             |

|  | Julida         |
|  |                |
|  | Spirobolida    |
|  |                |
|  | Spirostreptida |
|  |                |
|  | †Xyloiuloidea  |
|  |                |

|  | †Archidesmida   |
|  |                 |
|  | †Cowiedesmida   |
|  |                 |
|  | †Euphoberiida   |
|  |                 |
|  | †Palaeosomatida |
|  |                 |

|  | Nematophora |
|  |             |
|  | Polydesmida |
|  |             |

|  | Julida         |
|  |                |
|  | Spirobolida    |
|  |                |
|  | Spirostreptida |
|  |                |
|  | †Xyloiuloidea  |
|  |                |

|  | Nematophora |
|  |             |
|  | Polydesmida |
|  |             |

|  | Julida         |
|  |                |
|  | Spirobolida    |
|  |                |
|  | Spirostreptida |
|  |                |
|  | †Xyloiuloidea  |
|  |                |

|  | Nematophora |
|  |             |
|  | Polydesmida |
|  |             |

|  | Julida         |
|  |                |
|  | Spirobolida    |
|  |                |
|  | Spirostreptida |
|  |                |
|  | †Xyloiuloidea  |
|  |                |

|  | Nematophora |
|  |             |
|  | Polydesmida |
|  |             |

|  | Julida         |
|  |                |
|  | Spirobolida    |
|  |                |
|  | Spirostreptida |
|  |                |
|  | †Xyloiuloidea  |
|  |                |

|  | †Archidesmida   |
|  |                 |
|  | †Cowiedesmida   |
|  |                 |
|  | †Euphoberiida   |
|  |                 |
|  | †Palaeosomatida |
|  |                 |

|  | Nematophora |
|  |             |
|  | Polydesmida |
|  |             |

|  | Julida         |
|  |                |
|  | Spirobolida    |
|  |                |
|  | Spirostreptida |
|  |                |
|  | †Xyloiuloidea  |
|  |                |

|  | Nematophora |
|  |             |
|  | Polydesmida |
|  |             |

|  | Julida         |
|  |                |
|  | Spirobolida    |
|  |                |
|  | Spirostreptida |
|  |                |
|  | †Xyloiuloidea  |
|  |                |

|  | Nematophora |
|  |             |
|  | Polydesmida |
|  |             |

|  | Julida         |
|  |                |
|  | Spirobolida    |
|  |                |
|  | Spirostreptida |
|  |                |
|  | †Xyloiuloidea  |
|  |                |

|  | Nematophora |
|  |             |
|  | Polydesmida |
|  |             |

|  | Julida         |
|  |                |
|  | Spirobolida    |
|  |                |
|  | Spirostreptida |
|  |                |
|  | †Xyloiuloidea  |
|  |                |

|  | †Arthropleurida    |
|  |                    |
|  | †Eoarthropleurida  |
|  |                    |
|  | †Microdecemplicida |
|  |                    |

|  | †Archidesmida   |
|  |                 |
|  | †Cowiedesmida   |
|  |                 |
|  | †Euphoberiida   |
|  |                 |
|  | †Palaeosomatida |
|  |                 |

|  | Nematophora |
|  |             |
|  | Polydesmida |
|  |             |

|  | Julida         |
|  |                |
|  | Spirobolida    |
|  |                |
|  | Spirostreptida |
|  |                |
|  | †Xyloiuloidea  |
|  |                |

|  | Nematophora |
|  |             |
|  | Polydesmida |
|  |             |

|  | Julida         |
|  |                |
|  | Spirobolida    |
|  |                |
|  | Spirostreptida |
|  |                |
|  | †Xyloiuloidea  |
|  |                |

|  | Nematophora |
|  |             |
|  | Polydesmida |
|  |             |

|  | Julida         |
|  |                |
|  | Spirobolida    |
|  |                |
|  | Spirostreptida |
|  |                |
|  | †Xyloiuloidea  |
|  |                |

|  | Nematophora |
|  |             |
|  | Polydesmida |
|  |             |

|  | Julida         |
|  |                |
|  | Spirobolida    |
|  |                |
|  | Spirostreptida |
|  |                |
|  | †Xyloiuloidea  |
|  |                |

|  | †Archidesmida   |
|  |                 |
|  | †Cowiedesmida   |
|  |                 |
|  | †Euphoberiida   |
|  |                 |
|  | †Palaeosomatida |
|  |                 |

|  | Nematophora |
|  |             |
|  | Polydesmida |
|  |             |

|  | Julida         |
|  |                |
|  | Spirobolida    |
|  |                |
|  | Spirostreptida |
|  |                |
|  | †Xyloiuloidea  |
|  |                |

|  | Nematophora |
|  |             |
|  | Polydesmida |
|  |             |

|  | Julida         |
|  |                |
|  | Spirobolida    |
|  |                |
|  | Spirostreptida |
|  |                |
|  | †Xyloiuloidea  |
|  |                |

|  | Nematophora |
|  |             |
|  | Polydesmida |
|  |             |

|  | Julida         |
|  |                |
|  | Spirobolida    |
|  |                |
|  | Spirostreptida |
|  |                |
|  | †Xyloiuloidea  |
|  |                |

|  | Nematophora |
|  |             |
|  | Polydesmida |
|  |             |

|  | Julida         |
|  |                |
|  | Spirobolida    |
|  |                |
|  | Spirostreptida |
|  |                |
|  | †Xyloiuloidea  |
|  |                |

|  | †Archidesmida   |
|  |                 |
|  | †Cowiedesmida   |
|  |                 |
|  | †Euphoberiida   |
|  |                 |
|  | †Palaeosomatida |
|  |                 |

|  | Nematophora |
|  |             |
|  | Polydesmida |
|  |             |

|  | Julida         |
|  |                |
|  | Spirobolida    |
|  |                |
|  | Spirostreptida |
|  |                |
|  | †Xyloiuloidea  |
|  |                |

|  | Nematophora |
|  |             |
|  | Polydesmida |
|  |             |

|  | Julida         |
|  |                |
|  | Spirobolida    |
|  |                |
|  | Spirostreptida |
|  |                |
|  | †Xyloiuloidea  |
|  |                |

|  | Nematophora |
|  |             |
|  | Polydesmida |
|  |             |

|  | Julida         |
|  |                |
|  | Spirobolida    |
|  |                |
|  | Spirostreptida |
|  |                |
|  | †Xyloiuloidea  |
|  |                |

|  | Nematophora |
|  |             |
|  | Polydesmida |
|  |             |

|  | Julida         |
|  |                |
|  | Spirobolida    |
|  |                |
|  | Spirostreptida |
|  |                |
|  | †Xyloiuloidea  |
|  |                |

|  | †Archidesmida   |
|  |                 |
|  | †Cowiedesmida   |
|  |                 |
|  | †Euphoberiida   |
|  |                 |
|  | †Palaeosomatida |
|  |                 |

|  | Nematophora |
|  |             |
|  | Polydesmida |
|  |             |

|  | Julida         |
|  |                |
|  | Spirobolida    |
|  |                |
|  | Spirostreptida |
|  |                |
|  | †Xyloiuloidea  |
|  |                |

|  | Nematophora |
|  |             |
|  | Polydesmida |
|  |             |

|  | Julida         |
|  |                |
|  | Spirobolida    |
|  |                |
|  | Spirostreptida |
|  |                |
|  | †Xyloiuloidea  |
|  |                |

|  | Nematophora |
|  |             |
|  | Polydesmida |
|  |             |

|  | Julida         |
|  |                |
|  | Spirobolida    |
|  |                |
|  | Spirostreptida |
|  |                |
|  | †Xyloiuloidea  |
|  |                |

|  | Nematophora |
|  |             |
|  | Polydesmida |
|  |             |

|  | Julida         |
|  |                |
|  | Spirobolida    |
|  |                |
|  | Spirostreptida |
|  |                |
|  | †Xyloiuloidea  |
|  |                |

### Relación con otros miriápodos

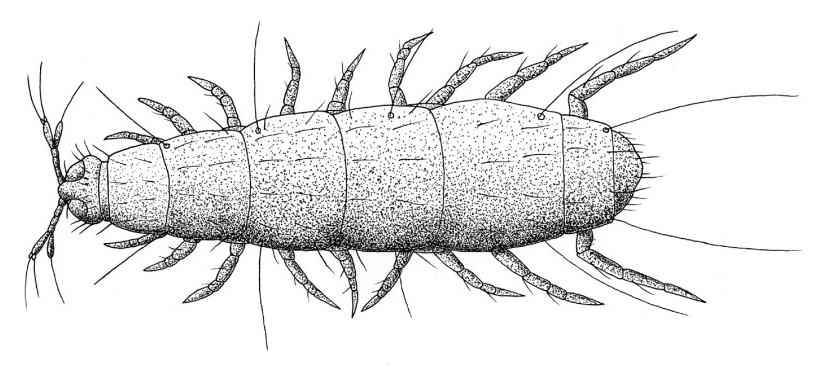
Se cree que los paurópodos son los parientes más cercanos de los milpiés.

Aunque las relaciones entre sus órdenes siguen siendo objeto de debate, la clase Diplopoda en su conjunto se considera un grupo monofilético de artrópodos: todos los milpiés están más estrechamente relacionados entre sí que con cualquier otro artrópodo. Diplopoda es una clase dentro del subfilo Myriapoda, que incluye los ciempiés (clase Chilopoda), así como los menos conocidos paurópodos (clase Pauropoda) y sínfilos (clase Symphyla). Dentro de los miriápodos, los paurópodos, que también tienen collum y diplosegmentos, están considerados los parientes más cercanos o grupo hermano de los milpiés.

### Diferencias con los ciempiés

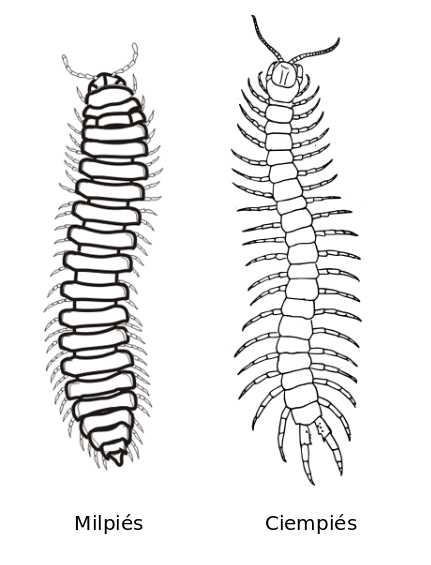
Representación (no necesariamente a escala) de un milpiés y un ciempiés.

Las diferencias entre los milpiés y los ciempiés son una duda habitual entre el público en general. Ambos grupos de miriápodos comparten semejanzas, como cuerpos largos, multisegmentados, muchas patas, un solo par de antenas y la presencia de órganos de Tömösvary, pero tienen muchas diferencias e historias evolutivas distintas y hay que remontarse entre 450 y 475 Ma, durante el período Silúrico, para encontrar al ancestro común más reciente de ambos. Solo la cabeza ya ejemplifica las diferencias: los milpiés tienen antenas cortas y acodadas para sondear el sustrato, un par de mandíbulas robustas y un solo par de maxilares fusionados en un labio; los ciempiés tienen largas antenas filiformes, un par de mandíbulas pequeñas, dos pares de maxilares y un par de grandes garras venenosas.

## Relación con los humanos
Los milpiés suelen tener poco impacto en el bienestar económico o social humano, especialmente en comparación con los insectos, aunque localmente pueden ser una molestia o una plaga agrícola. Los milpiés no pican y sus secreciones defensivas son en su mayoría inofensivas para los seres humanos, ya que por lo general solo causan una leve decoloración en la piel, aunque las secreciones de algunas especies tropicales pueden causar dolor, picazón, eritema local, edema, ampollas, eccema y ocasionalmente piel agrietada. La exposición de los ojos a estas secreciones causa irritación general y efectos potencialmente más graves como conjuntivitis y queratitis.

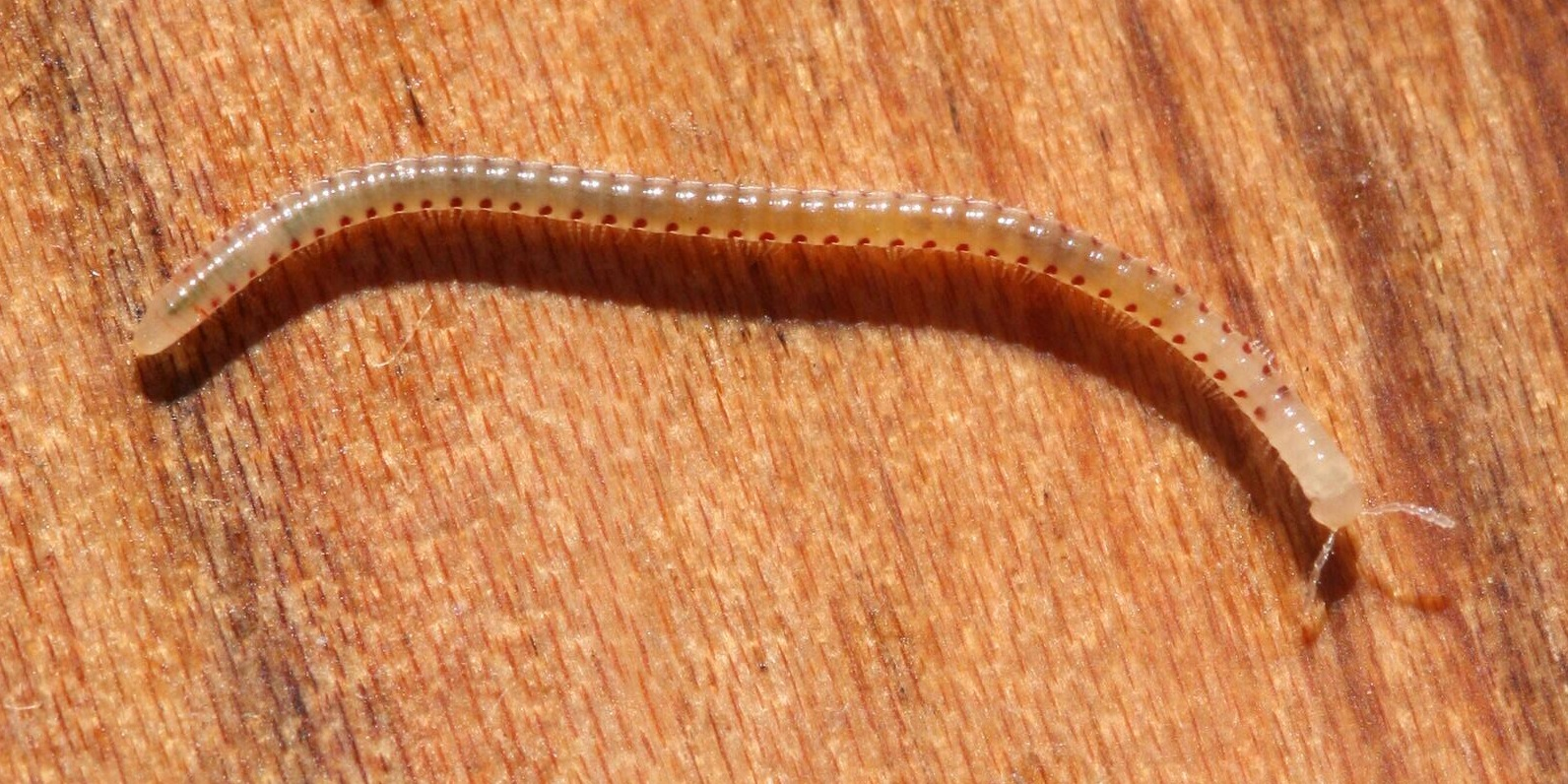
Especies como Blaniulus guttulatus pueden llegar a ser una plaga agrícola.

Algunos milpiés se consideran plagas domésticas, como Xenobolus carnifex que puede infestar los techos de paja en la India, o Ommatoiulus moreleti, que invade periódicamente hogares en Australia. Otras especies exhiben un comportamiento periódico de enjambre que puede tener como consecuencia invasiones de casas, daños en los cultivos o accidentes o retrasos en los trenes cuando las vías se vuelven resbaladizas con los restos aplastados de cientos de milipés. Algunas especies pueden causar daños significativos a las cosechas: Blaniulus guttulatus es una plaga conocida de la remolacha azucarera y otros cultivos.
Algunos milpiés de gran tamaño y colorido de los órdenes Spirobolida, Spirostreptida y Sphaerotheriida, son populares como animal de compañía. Entre las especies más comercializadas para este uso están las de los géneros Archispirostreptus, Aphistogoniulus, Narceus y Orthoporus.
Los milpiés aparecen en el folclore y la medicina tradicional de diversas partes del mundo. En algunas partes de Brasil asocian su actividad con la llegada de las lluvias. En la cultura yoruba de Nigeria se usan en rituales del embarazo y comerciales y milpiés triturados se utilizan para tratar la fiebre, el panadizo y la convulsión en los niños. En Zambia, la pulpa aplastada de milpiés se utiliza para tratar heridas y los bafia de Camerún usan jugo de Spirostreptus para tratar el dolor de oído. En ciertas tribus de tibetanos bhotiya, el humo de la combustión de milpiés secos se utiliza para tratar hemorroides. Nativos de Malasia usan secreciones de milpiés como veneno en puntas de flechas. Una revista de medicina tradicional china publicó en 1981 que las secreciones de Spirobolus bungii inhiben la división de las células cancerosas humanas. El único registro del uso de milpiés como alimento por los seres humanos proviene de la etnia bobo de Burkina Faso, que consumen milpiés hervidos y secos con salsa de tomate.
También han inspirado y desempeñado un papel en la investigación científica. En 1963 se diseñó un vehículo con 36 patas, inspirado en un estudio de la locomoción de los milpiés. También han inspirado el diseño de robots experimentales, en particular cuando se necesitan para transporte de cargas pesadas en zonas estrechas y con curvas. En biología, algunos autores han propuesto a los milpiés como organismo modelo para el estudio de la fisiología de los artrópodos y los procesos de desarrollo que controlan el número y la forma de sus segmentos corporales.